# Ramses Debruyne
Ramses Debruyne, né le 31 août 2002 à Rollegem, est un coureur cycliste belge. Il est membre de l'équipe Alpecin-Deceuninck Development.

## Biographie
Ramses Debruyne est originaire de Rollegem, une section de la commune de Courtrai. Durant son enfance, il a pratiqué le patinage de vitesse sur piste courte,. Il opte finalement pour le cyclisme vers l'âge de quatorze ans. Formé dans un club de Balen, il décroche sa première victoire au niveau régional à Ledegem, en 2018. Sa sœur cadette Mette est elle aussi coureuse cycliste.
En 2019, il se fait remarquer au niveau international en terminant deuxième d'Aubel-Thimister-Stavelot, cinquième du Tour des Flandres juniors et sixième de la Guido Reybrouck Classic. Il montre également ses qualités de rouleur en finissant troisième du championnat de Belgique du contre-la-montre juniors. Grâce à ses bonnes performances, il est sélectionné en équipe nationale. Il finit ainsi neuvième de la Course de la Paix juniors et vingtième du championnat du monde juniors, sous les couleurs de la Belgique. 
Lors de la saison 2020, il se classe notamment deuxième du championnat de Belgique sur route juniors et cinquième de La Philippe Gilbert Juniors. Il intègre ensuite la réserve de l'équipe Lotto-Soudal en 2021. Ses débuts espoirs sont cependant perturbés par des blessures et une chute. Il parvient néanmoins à décrocher deux tops dix sur des étapes du Tour de Savoie Mont-Blanc. Dans le même temps, il ne délaisse pas son cursus universitaire en suivant des études en sciences bio-industrielles,.
En 2022, il accumule les places d'honneur dans des courses italiennes réservées aux cyclistes de moins de 23 ans. Il est également cinquième de Paris-Tours espoirs. L'année suivante, il est conservé dans l'effectif de Lotto-Soudal Development, qui devient une équipe continentale. Ce nouveau statut lui permet de participer à davantage de compétitions professionnelles. Il continue néanmoins de concourir sur le circuit amateur et espoir. Bon puncheur, il termine troisième du Piccolo Giro di Lombardia, ou encore quatrième de Liège-Bastogne-Liège espoirs. Il s'impose par ailleurs sur le Grand Prix Albert Fauville, un interclub belge. 
En 2024, il change de maillot et décide de rejoindre le centre de formation de la structure Alpecin-Deceuninck. Souvent équipier, il se met au service de ses leaders dans diverses courses professionnelles. Il finit aussi deuxième du Youngster Coast Challenge et sixième d'une étape du Tour de la Vallée d'Aoste.

## Palmarès et résultats

### Palmarès par année
- 2019
  - Champion de Flandre-Occidentale sur route juniors
  - 2e d'Aubel-Thimister-Stavelot
  - 3e du championnat de Belgique du contre-la-montre juniors
- 2020
  - 2e du championnat de Belgique sur route juniors
  - 3e de la Ster van Zuid-Limburg
- 2022
  - 2e de la Coppa Zappi
  - 3e du Grand Prix de Saint-Souplet
- 2023
  - Grand Prix Albert Fauville
  - 3e de la Get Up Cup
  - 3e du Piccolo Giro di Lombardia
- 2024
  - 2e du Youngster Coast Challenge

### Classements mondiaux
| Année                                 | 2022 | 2023  | 2024  |
| ------------------------------------- | ---- | ----- | ----- |
| Classement mondial                    | 865e | 1158e | 1333e |
| UCI Europe Tour                       | 647e | 792e  | nc    |
|                                       |      |       |       |
| Légende : nc = non classéSource : UCI |      |       |       |